# 千葉県立千葉女子高等学校
千葉県立千葉女子高等学校（ちばけんりつ ちばじょしこうとうがっこう）は、千葉県千葉市稲毛区小仲台五丁目にある県立高等学校。旧称は千葉県立千葉高等女学校。

## 交通
- JR稲毛駅より徒歩10分
- 千葉都市モノレール穴川駅より徒歩15分
- JR稲毛駅より京成バス草野車庫行・こてはし団地行・ファミールハイツ行・さつきが丘団地行にて「女子高校」下車すぐ
- 京成稲毛駅よりちばシティバスJR千葉駅行にて「女子高校」下車すぐ

## 沿革
- 1900年（明治33年）4月 - 千葉県初の女学校として千葉郡千葉町大字千葉西谷（現在の教育会館隣）に創設、千葉県高等女学校と称す。
- 1901年（明治34年）5月 - 校名を千葉県立千葉高等女学校と改称。
- 1926年（大正15年）5月 - 新校歌を制定（「松の操」を改作。高野辰之作詞、岡野貞一作曲）。
- 1932年（昭和7年）6月 - 校章を制定。
- 1945年（昭和20年）6月 - 千葉空襲によって校舎が被災。教師、生徒に死傷者がでる。
- 1948年（昭和23年）4月 - 千葉陸軍高射学校跡地に移転(現在地)。校名を千葉県立千葉女子高等学校と改称。通信教育課程を設置。
- 1950年（昭和25年）4月 - 高等学校再編成により、校名を千葉県立千葉第二高等学校と改称。
- 1951年（昭和26年）2月 - 創立50周年記念式典を挙行。
- 1954年（昭和29年）4月 - 通信教育課程を千葉県立千葉第三高等学校（現千葉東高）へ移転。
- 1961年（昭和36年）4月 - 校名を千葉県立千葉女子高等学校と改称。
- 1975年（昭和50年） - 学校群制度導入。県立千葉、千葉東、千葉南、千葉市立の各校と共に第1学校群に属す。
- 1978年（昭和53年） - 再び単独選抜となる。
- 1988年（昭和63年）1月 - 文化ホール（490人収容）が完成[1]。
- 2000年（平成12年） - 11月 創立100周年記念式典を挙行。
- 2011年（平成23年） - 受験可能な地域を県内全域に広げる。

## 概要
通称「千葉女（ちばじょ）」、「女子高（じょしこう）」。最寄り駅はJR稲毛駅および京成稲毛駅。戦後の一時期男女共学となるが、現在は男女別学（女子校）。JR稲毛駅から直線の閑静な住宅街の路地は、通称「女子高通り」と呼ばれる。
千葉県内では学区制度が設けられており、居住地域によって受験・通学可能な高等学校（普通科のみ）に制約が設けられている。しかし、本高等学校と千葉県立木更津東高等学校については女子校という性質から、この制度の対象外となっており、千葉県内居住者であれば学区に関係なく、本高等学校に受験・通学が可能である。

## 教育

### 教育目標
- 自敬
- 精思
- 清純

### 基本事項
普通科
2年次までは文理の区別無く学び、3年次から進学する大学に合わせたコース別指導。
家政科
普通科とは違うカリキュラムで、衣食住を基軸とした教科指導。

### 学校行事
- 4月

入学式
　1年生が入学し、その式典が行われる。普通科、家政科ともに行われ、入退場の曲はオーケストラ部が演奏する
新入生歓迎会
　毎年1年生の勧誘のためたくさんの部活動、同好会、生徒会が運営をする。主に、パフォーマンスが多い
- 5月

球技大会
　クラスでそれぞれの種目のチームでわかれ、優勝を目指すトーナメント戦
四部合同定期演奏会
　学校が主催する、音楽系部活の合同演奏会。合唱、マンドリン・ギター、吹奏楽、オーケストラの4部活が演奏を披露する
- 6月

船の旅
　3年に一度、東京湾を船で渡って横浜に行く。中華街などを自由にまわれる
生徒会総会
　生徒会や委員会への意見を述べ、議論する。毎年多くの意見があがり、校則の改定に繋がることもある
- 9月 - 松籟祭(しょうらい)

文化祭
　主にお化け屋敷、飲食店、フォトスポットが多い。クラスでひとつの出し物をし、運営はほぼ生徒がする。女子校なこともあり、インスタ映えや韓国風など、流行りに乗った出し物ができ、自由さが反映されている。家政科はスイーツやお弁当、バザーを開き、毎年大盛況である。また、各部活ごとの出し物も充実してしており、スイーツやハンドメイド作品の販売、文化ホールや体育館でのパフォーマンスにも力を入れている。
体育祭
　各学年のダンスが有名であり、1年生は「スタンドアップ」(エアロビクスが元となっており、爽やかでキレのあるダンスが特徴)2年生は「花畑の明日」(クラシック音楽のメロディーにあわせて、手に花を持ってメリーゴーランドのようにまわりながら踊るのが特徴)3年生は「ファウスト」(行進し、腕や姿勢、指の動きで統一感とキレを持たせているのが特徴)を披露する。また、リレーや玉入れ、四人五脚などの種目も行い、全校で応援しあいながら全力で行う
- 11月 - 修学旅行（2年）

　毎年沖縄に3泊4日する。学習はもちろん、自由行動もでき、沖縄全体を広々と回ることができる。
- 3月 - 卒業式

　3年生が卒業し、その式典が行われる。卒業生からは｢仰げば尊し｣、在校生からは｢蛍の光｣が合唱で送られる。それらの伴奏や入退場は、入学式と同様オーケストラ部が毎年演奏する

## 学校施設

### 施設・設備
- 勉学

・コンピュータ室
・図書館
・視聴覚室
・LL教室
・国語科室
・数学科室
・社会科室物理講義室
・物理実習室
・化学講義室
・化学実習室
・生物講義実習室
・地学講義実習室
- 芸術

・美術室
・書道室
・音楽室
・文化ホール
・松籟会館(茶室)
- 運動

・旧体育館
・新体育館（講堂兼体育館）
・グラウンド
・ソフトボール場
・テニスコート（7面）
・弓道場
- 家政

・調理講義室
・調理実習室
・被服講義室
・被服実習室

### 特徴
- 校舎は中庭を囲み「ロの字」型に配置されているのが特徴的。
- 中庭には、噴水のある泉と女性の像（精思の像）が建てられ、エントランスアプローチとなっており、華やかで個性的な空間を演出している。
- 本格的な音楽ホール（文化ホール）があり、防音設備のある個室の練習室も完備している。許可を取れば他校の生徒も利用可能。
- 図書室と視聴覚室の設備が優れており、朝夕の自習室として活用する生徒も多い。
- 職員室は無いが、教員室があり、教員は各教科室に居る場合が多い。
- 平屋の一軒家を模した松籟会館は、普段は茶室として部活動に使われているが、休日などは同窓会にも使われることがある。
- 校庭のトラックには全面自然芝が張られている。
- 自転車置場に隣接して桜が植えられている。
- 桜のほかにも梅などの植物が植えられており、全国的に見て珍しい植物が存在する。

## 部活動

### 一覧
- 文化系

吹奏楽
オーケストラ
ミュージカル
マンドリン・ギター
合唱
演劇
文学弁論
英語
写真
書道
美術
箏曲
茶華道
コンピュータ
自然科学
園芸
百人一首かるた
- 体育系

ソフトテニス
ソフトボール
バドミントン
バレーボール
弓道
バスケットボール
水泳
山岳
剣道
テニス
なぎなた
陸上
チアリーディング
- 家庭系

手芸
食物、
家庭クラブ
- 同好会

マンガ研究
地学
JRC（青少年赤十字）

## 著名な卒業生
- 北原亜似子（作家）
- 水夏希（元宝塚歌劇団雪組トップスター）
- 柳家花ごめ（落語家）
- 篠原聡子（建築家、住居学者）
- 近藤綾子（女優）
- 日高堯子（歌人）
- 杉野芳子（杉野学園、ドレスメーカー学院創設者）
- 新保友紀子（オペラ歌手）
- 柏澄子（ライター、ジャーナリスト）
- 加賀田京子（料理人）
- 峰島秀（陸上競技選手、1936ベルリン五輪円盤投5位[3]）

## 著名な元教員
- 伊藤公平（歌人、随筆家、小説家、作詞家）